# Poggio di Coccia
Il Poggio di Coccia è un'altura nel comune di Vejano in Provincia di Viterbo.
La vetta è alta 610 m.s.l.m.. Sulla vetta si trova un riferimento trigonometrico posto dall'Istituto Geografico Militare costituito da un pilastrino in muratura.
È un vertice trigonometrico di incerta definizione essendo stato rilevato nel 1925.